# Selaginella vogelii
Selaginella vogelii är en mosslummerväxtart som beskrevs av Antoine Frédéric Spring. Selaginella vogelii ingår i släktet mosslumrar, och familjen mosslummerväxter. Inga underarter finns listade i Catalogue of Life.